# San Antonio Cañada
San Antonio Cañada är en kommun i Mexiko.   Den ligger i delstaten Puebla, i den sydöstra delen av landet, 220 km sydost om huvudstaden Mexico City.
Följande samhällen finns i San Antonio Cañada:
- Colonia Cuitlaxtepec
- Colonia la Lobera
- Colonia San Salvador